# آلویس اودنتال
آلویس اودِنتال (آلمانی: Aloys Odenthal) زادهٔ ۸ مارس ۱۹۱۲ در دوسلدورف؛ مرگ ۳۰ نوامبر ۲۰۰۳ در همان‌جا) معمار آلمانی، مبارز مقاومت علیه رژیم نازی و شهروند نمونهٔ دوسلدورف بود.
در آوریل ۱۹۴۵، او در عملیاتی با گروهی از شهروندان دوسلدورف شرکت کرد تا شهر را بدون درگیری به نیروهای پیشروی آمریکایی تسلیم کنند.
پس از جنگ، آلویس اودنتال، معمار و کاتولیک مؤمن، نقش مهمی در بازسازی کلیساهای دوسلدورف داشت و تا زمان مرگش، یادآوری جنایات جنگی و رژیم نازی را زنده نگه داشت.
1. ↑  Düsseldorf, Landeshauptstadt (2023-11-30). "Kranzniederlegung zum 20. Todestag von Aloys Odenthal mit OB Keller". www.duesseldorf.de (به آلمانی). Retrieved 2024-10-17.
2. ↑  «Wer war Aloys Odenthal? – Aloys Odenthal Grundschule» (به آلمانی). دریافت‌شده در ۲۰۲۴-۱۰-۱۷.
3. ↑  Zeitung, Westdeutsche (2012-03-07). "Aloys Odenthal: Ehrung für den Widerstandskämpfer". Westdeutsche Zeitung (به آلمانی). Retrieved 2024-10-17.